# Kanton Déleg
Der Kanton Déleg befindet sich in der Provinz Cañar südzentral in Ecuador. Er besitzt eine Fläche von 76,1 km². Im Jahr 2020 lag die Einwohnerzahl schätzungsweise bei 6800. Verwaltungssitz des Kantons ist die Ortschaft Déleg mit 578 Einwohnern (Stand 2010). Der Kanton Déleg wurde am 27. Februar 1992 eingerichtet.

## Lage
Der Kanton Déleg liegt im Süden der Provinz Cañar. Das Gebiet liegt in den Anden. Der Río Déleg, ein rechter Nebenfluss des Río Burgay, durchquert den Kanton in überwiegend südlicher Richtung. Das Areal liegt in Höhen zwischen 2420 m und 3750 m.
Der Kanton Déleg  grenzt im Norden an den Kanton Biblián, im Osten an den Kanton Azogues sowie im Süden an den Kanton Cuenca der Provinz Azuay.

## Verwaltungsgliederung
Der Kanton Déleg ist in die Parroquia urbana („städtisches Kirchspiel“)
- Déleg

und in die Parroquia rural („ländliches Kirchspiel“)
- Solano

gegliedert.